# Wizard101

## Beskrivning
Wizard101 är ett MMORPG för Microsoft Windows och Mac OS med över 35 miljoner användare. Spelet är utvecklat av Kingsisle Entertainment Det släpptes den andra september 2008. Spelet börjar med att spelaren är en människa som har magiska krafter. Spelaren blir teleporterad till en magisk värld, som ligger i galaxen “The Spiral”, vilken är fylld av många olika problem och kaos. Spelet går ut på att besegra de ondskefulla Malistaire och Morganthe och stoppa dem från att skapa fler ondskefulla varelser som sprider skräck och förstörelse i ”The Spiral”.

### Historik
J.Todd Coleman som kom på idén med Wizard101, har jobbat hos Kingsisle entertainment sedan 2005, då företaget skapades. Han var anställd som creative director och var med och skapade Wizard101 och senare även systerspelet Pirate101 år 2012. Den 25 januari 2013 meddelades på Facebook  att J Todd Coleman skulle sluta att arbeta för Kingsisle. Han tackade Kingsisle för allt det goda han haft tillsammans med dem.

### Servrar
Det finns två olika servrar, en amerikansk och en europeisk , ibland även kallad för brittisk. Förutom att det är olika spelare på de två servrarna så finns det några stora skillnader. Den amerikanska servern får uppdateringar tidigare än den europeiska. Den europeiska servern ägs av Gameforge, medan den amerikanska ägs av spelets skapare, Kingsisle. Det kostar olika mycket att spela på de olika servrarna och de använder olika valutor. På den amerikanska servern betalar man med dollar (USD) när man köper spelet, medan man på den europeiska servern betalar med euro (EUR).

## Spelmekanik
En strid börjar med att varje spelare, inklusive fienden i striden, drar sju kort. Varje kort är en “besvärjelse” och man kan bara spela en besvärjelse per tur. Det finns även andra kort, som gör att besvärjelser gör mer skada. Dessa finns det ingen gräns för hur många per tur man kan använda. När man använder ett kort försvinner det och man kan inte använda det mer under den striden.
Varje tur består av två faser. Den första fasen börjar med att alla i striden drar nya kort tills de har 7 kort på hand, sedan får alla i striden välja vilken besvärjelse de vill använda. Det är även nu man kan använda kort som gör att besvärjelser gör mer skada. I den andra fasen ger alla valda besvärjelser effekt i en ordning som är bestämd i början av spelet. Ordningen bestäms genom att ett slumpmässigt lag väljs att få börja turerna, sedan har varje sida en bestämd ordning i sig där den besvärjelse som spelaren längst till höger innehar ger effekt först, sedan den näst längst till höger osv. tills alla spelares besvärjelser har gett effekt.
Striderna går ut på att spelarna ska använda dessa besvärjelser för att besegra motståndarna. Man använder sig av olika typer av besvärjelser, som har olika funktioner och element. De tre vanligaste typerna av besvärjelser är besvärjelser som skadar fienden direkt, besvärjelser som ökar skadan på besvärjelserna som skadar fienden direkt och besvärjelser som hjälper den som använder besvärjelsen och/eller dennes allierade på olika sätt. I en strid kan man vara upp till fyra spelare på varje sida. Spelare kan även utmana varandra i dueller.

### Elementen/Schools of magic
När en spelare skapar en ny trollkarl så får den välja mellan sju element som man kommer att lära sig använda i elementets egen skola. Spelaren får välja mellan Life, Death, Myth, Ice, Fire, Storm och Balance. Det finns även andra element som förekommer i spelet, i världen Celestia finns elementen Star, Moon och Sun. Dessa element används till att förstärka de sju vanliga elementen. I världen Wysteria finns det sex element som är en motsats till de “vanliga” elementen. Ember, Frost, Tempest, Chaos, Earth och Spirit. Dessa element går inte att träna, till skillnad från alla andra element. Det nyaste elementet, Shadow magic blev introducerat i den senaste expansionen, Khrysalis. Shadow magic går ut på att spelaren för tillfället blir bättre på en sak, samtidigt som den är tvungen att bli sämre på en annan.

### Family gaming/ Safe gaming / Kid gaming
Wizard101 och dess skapare Kingsisle, är inriktade mot barn och uppmuntrar dem att spela tillsammans med sin familj. Därför har Wizard101 satsat på att göra spelet säkert för barn genom att ha infört ett känsligt chat-filter och möjlighet att rapportera någon när som helst, vem som helst och var som helst för missbruk av olika spelfigurer. Samtidigt finns en funktion som kallas för ”parental controls” som föräldrarna kan använda för att bland annat begränsa barnets speltid . På Kingsisles webbsida finns det online-guider om hur man ska bete sig mot andra spelare i spelet och i övrigt på nätet.
För att uppmana alla familjens medlemmar att spela spelet har de en speciell familjeplan för att upp till fyra familjemedlemmar ska kunna spela samtidigt för en extra låg månadskostnad . En oberoende undersökning, genomförd av Trinity University där över 30.000 personer var med, har visat att en av fem spelare spelar Wizard101 tillsammans med sin familj .

### Affärsmodell
Wizard101 tjänar pengar genom ett prenumerationssystem, andra spel som använder detta system är t.ex. World of Warcraft och Everquest. Wizard101s version av detta system betyder att spelaren betalar en viss avgift (avgiften beror på hur länge man vill prenumerera). Om spelaren är en “member” (som det heter när man prenumererar) så har man tillgång till alla världar, man har även tillgång till många uppgraderingar av funktioner. Spelaren kan även köpa “Crowns” för riktiga pengar, med dem kan man köpa föremål, eller låsa upp nya världar för alltid.

## Världar
I “The Spiral” finns det för tillfället 13 världar. Alla är inte nödvändiga för storyn, utan det finns även så kallade ”sido-världar”. De andra världarna kallas för huvudvärldarna, dessa är: Wizard City, Krokotopia, Marleybone, MooShu, Dragonspyre, Celestia, Zafaria, Avalon, Azteca och Khrysalis. Sido världarna är: Grizzleheim & Wintertusk, Wysteria och Aquila. 

### Wizard City
”Storyn” i Wizard City går ut på att spelaren precis har fått reda på att denne är en trollkarl och ger sig ut på ett äventyr för att rädda hela Spiralen. Wizard City är den första världen i spiralen som spelaren ska hjälpa till att besegra onda makter i, då den håller på att invaderas av den onde Malistaires armé. I Wizard city finns det en plats som heter Ravenwood, vilket är en magisk skola där spelaren får lära sig allt om magi.

### Krokotopia
Krokotopia var en gång en trevlig plats styrd av “Manders”, som är ödlor som står på bakbenen. Men sedan återuppväcktes de onda krokodilerna och förslavade dem. Nu har en expedition från Marleybone återupptäckt Krokotopia och vill ha spelarens hjälp att rädda alla “Manders” från krokodilerna.

### Marleybone
Marleybone är en storstad som styrs av hundar. På gatorna är det ganska lugnt, men på taken pågår det mycket brottslig verksamhet. Hela ”storyn” i Marleybone kretsar runt att besegra den onda Meowiarty och en rad andra olika skurkar, som sedan upptäcks ha kontakt med Malistaire. Meowiarty är en brottsling som fått hjälp av Malistaire att rymma från fängelset.

### MooShu
MooShu är en lugn fridfull plats, fast nu har det skett en statskupp. Det pågår ett stort krig i MooShu och målet är att stoppa det. För att göra det måste spelaren hela den svårt skadade kejsaren. Befolkningen i MooShu består av kor, tjurar, hästar, grisar och getter.

### Dragonspyre
Dragonspyre är den sista världen i den första ”storylinen”. Världen är en hemsk plats som mest består av lava och eld. Spelaren måste besegra den onde Malistaire och skapa fred i ”The Spiral” igen. Spelaren har jagat honom igenom varje värld och möter honom till slut i “The Great Spyre”.

### Celestia
I Celestia startar den andra storylinen av spelet. Celestia är en vattenvärld skapad av de tre magiska elementen star, sun och moon. Efter en lång tid av frid och fröjd kom den onde Morganthe med sin armé för att ta över Celestia. Då skapade Celestias befolkning en stormtitan som skulle beskydda dem, men istället förrådde han dem och sänkte ner deras värld under vattnet tillsammans med Morganthes armé. Nu har allt hopp dött att de någon gång kommer att återse sin gamla värld. Många år senare återupptäcktes Celestia och nu ska spelaren rädda den.

### Zafaria
Zafaria har funnits väldigt länge, men har inte räknats till ”The Spiral” förut. För länge sedan bodde Morganthe i Zafaria, men trollkarlsrådet tog bort hennes krafter och förstörde hennes trollstav. Man antog att hon var död, men sedan hon dök upp igen så har man insett att det inte var sant. Morganthe har kommit tillbaka till Zafaria för att hämta sina krafter. I denna värld fortsätter spelaren att bekämpa Morganthe och hennes armé. Zafarias befolkning består till största delen av lejon och noshörningar. 

### Avalon
Avalon är en medeltida värld med riddare, drakar och många andra olika legender. I denna värld har ”Ravenwoods” rektor Merle Ambrose och hans uggla Gamma växt upp, som även är de främsta trollkarlarna i Wizard City. I Avalon fortsätter man bekämpa Morganthe, samtidigt som man får veta mer om Morganthes, Gammas och Merle Ambroses förflutna.

### Azteca
Azteca tar spelaren många miljoner år tillbaka till dinosauriernas tid. I denna gamla värld lagras en av spiralens starkaste magi. Spelaren kommer till denna värld för att rädda den från förstörelse från en komet som Morganthe sänt för att förstöra Azteca och ta över ”The Spiral”. Denna värld är den enda världen som spelaren inte lyckas rädda utan den förstörs av kometen, då spelaren bara klarar av att övervinna Morganthes främsta medhjälpare, Malistaire, som hon återupplivat. Denna värld vill få spelaren att vilja övervinna Morganthe en gång för alla, som spelaren får tillfälle att göra i nästa värld, den sista världen i spelet, Khrylisalis.

### Khrysalis
Khrylisalis är den sista världen i spelet som följer Morganthes storyline. Det är den enda världen som har släppts i två delar. I denna värld ska spelaren slutligen besegra Morganthe, och för att kunna göra det lär sig spelaren hennes egen magi, Shadow Magic [5]. Denna magi är väldigt speciell och gör krigssystemet även mer komplett. Khrysalis var den första (och hittills enda) världen som är uppdelad i 2 delar, där den ena släpptes före den andra. Denna värld har Morganthe tagit över och nu bor hon här med sina lojala medhjälpare, vilka är insektsliknande varelser.

### Grizzleheim & Wintertusk
Dessa världar är fyllda av björnar, troll och vikingar. De båda världarna följer nästan samma storyline och har många likheter. Den enda skillnaden som man enkelt upptäcker är att Wintertusk har ett kallare klimat med is, snö och en mer bergig terräng. Spelet går ut på att man ska skapa fred i Grizzlehiem mellan de olika klanerna och i Wintertusk ska man väcka de mäktiga jättarna som skyddar landet.

### Wysteria
I Wysteria finns en rivaliserande skola till ”Ravenwood”, ”Pigswick academy”. De håller i den stora magiska turneringen, som varje magisk skola skickar en representant till. Spelaren blir utvald som ”Ravenwoods” representant och åker därför till Wysteria. Väl där så upptäcker spelaren att Wysteria håller på att bli invaderat av onda varelser.

### Aquila
Aquila är en sidovärld som innehåller tre olika utmaningar för alla trollkarlar där spelaren kan hitta några av ”The Spirals” ovanligaste föremål. Aquila har ingen sammanhängande story.

## Utmärkelser
Wizard101 har fått en rad olika utmärkelser genom åren och några av dessa är:
Best Family MMO of the Decade utnämnde Wizard101 till det bästa onlinefamiljespelet år 2010. 
Massive Online Gamer: Best Kid-Friendly/Family MMO of 2011 utnämnde Wizard101 till det mest barnvänliga onlinespelet år 2011.
Massive Online Gamer Reader’s Choice Awards utnämnde WIzard101 till årets bästa spel, årets mest barnvänliga onlinespel och årets bästa gratisspel år 2010.